# Kyffhäusers voetbalkampioenschap 1923/24
In 1923/24 werd het zevende Kyffhäusers voetbalkampioenschap gespeeld, dat georganiseerd werd door de Midden-Duitse voetbalbond. De voorbije jaren werd de competitie ook gespeeld, maar fungeerde als tweede klasse onder de Kreisliga Thüringen. Geen club speelde daar in de hoogste klasse. De competitie werd nu omgevormd tot Gauliga. 
VfB 1909 Eisleben werd kampioen en plaatste zich voor de Midden-Duitse eindronde. De club verloor meteen van Naumburger SpVgg 05.

## Gauliga
| Plaats | Club                          | Wed. | W  | G | V  | Saldo | Ptn.  |
| ------ | ----------------------------- | ---- | -- | - | -- | ----- | ----- |
| 1.     | VfB 1909 Eisleben             | 18   | 14 | 1 | 3  | 60:14 | 29:7  |
| 2.     | SpVgg Preußen 1905 Nordhausen | 18   | 10 | 6 | 2  | 46:26 | 26:10 |
| 3.     | BSC 1907 Sangerhausen         | 18   | 11 | 1 | 6  | 40:21 | 23:13 |
| 4.     | SV Wacker 1905 Nordhausen     | 18   | 8  | 7 | 3  | 41:22 | 23:13 |
| 5.     | SC Olympia Nordhausen         | 18   | 9  | 2 | 7  | 24:46 | 20:16 |
| 6.     | SpVgg 1919 Eisleben           | 18   | 8  | 3 | 7  | 20:33 | 19:17 |
| 7.     | SpVgg Mansfeld                | 17   | 5  | 4 | 8  | 21:46 | 14:20 |
| 8.     | VfB 1906 Sangerhausen         | 17   | 5  | 3 | 9  | 16:40 | 13:21 |
| 9.     | FC 1911 Heiligenstadt         | 18   | 4  | 3 | 11 | 29:21 | 11:25 |
| 10.    | FC 1908 Duderstadt            | 18   | 0  | 0 | 18 | 17:45 | 0:36  |

|  | Kampioen, geplaatst voor Midden-Duitse eindronde |
|  | Degradatie                                       |